# Domenico Caligo
Domenico Caligo (Venezia, 1838 circa – Firenze, intorno al 1911) è stato un pittore italiano.

## Biografia
Educato all'Accademia di Belle Arti di Venezia, nel 1861 si trasferì a Firenze dove operò con Giuseppe Abbati prediligendo soggetti di tipo architettonico, specialmente per quanto riguarda gli interni. Al riguardo, oltre al valore artistico, per il quale è associato alla corrente italiana dei Macchiaioli, è da sottolineare il valore storico documentale delle sue opere che descrivono allestimenti di musei, in particolare di Palazzo Pitti e della Galleria degli Uffizi, e interni di chiese e altri edifici sacri come il Camposanto monumentale di Pisa come apparivano alla fine del XIX secolo.
Opere del Caligo sono presenti all'interno di raccolte di alcune importanti Pinacoteche (a Milano, presso la Pinacoteca di Brera, a Stanford, presso il Cantor Center for Visual Arts). 

## Opere
- Tribuna del Buontalenti, Uffizi, Firenze, c. 1875, Acquerello, rintracciabile a Stanford, presso il Cantor Center for Visual Arts
- Veduta della sala detta dell'Iliade nella Galleria Pitti in Firenze, a Milano, presso l'Accademia di Belle Arti di Brera